# Николаевка (Чистопольский район)
Николаевка — посёлок в Чистопольском районе Татарстана. Входит в состав Чистопольского сельского поселения.

## География
Находится в центральной части Татарстана на расстоянии приблизительно 6 км по прямой на юго-запад от районного центра города Чистополь.

## История
Основан в начале XIX века.

## Население
Постоянных жителей было: в 1859 — 192, в 1897 — 275, в 1908 — 351, в 1920 — 370, в 1926 — 357, в 1938 — 191, в 1949 — 91, в 1958 — 85, в 1970 — 52, в 1979 — 13, в 1989 — 10, в 2002 — 16 (русские 69 %), 1 в 2010.